# Machaeropterus
A Machaeropterus a madarak osztályának verébalakúak (Passeriformes) rendjébe és a piprafélék (Pipridae) családjába tartozó nem. Eredetileg a Pipra nembe sorolták ezeket a fajokat is.

## Rendszerezésük
A nemet Charles Lucien Jules Laurent Bonaparte francia ornitológus írta le 1854-ben, jelenleg az alábbi fajok tartoznak ide:
- bunkósszárnyú pipra (Machaeropterus deliciosus)
- Machaeropterus pyrocephalus
- királykapipra (Machaeropterus regulus)
- Machaeropterus striolatus[1] vagy Machaeropterus regulus striolatus[2]
- Machaeropterus eckelberryi[1]

## Előfordulásuk
Dél-Amerika területén honosak. A természetes élőhelyük szubtrópusi és trópusi esőerdők.

## Megjelenésük
Testhosszuk 8–10 centiméter közötti.

## Életmódjuk
Növényi anyagokkal és rovarokkal táplálkoznak.

## További információ
- Képek az interneten a nembe tartozó fajokról